# Café Sperl

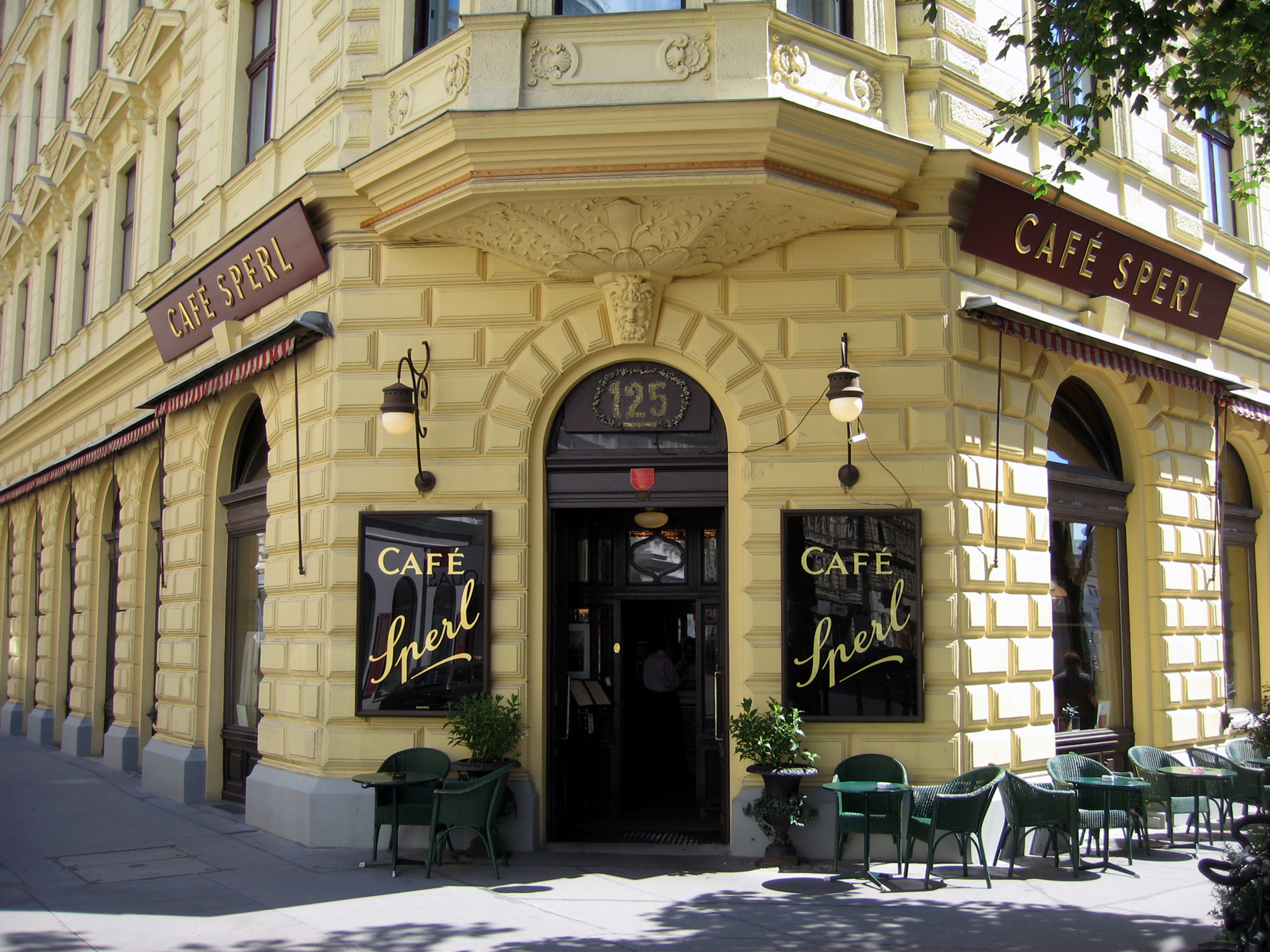
Das Café Sperl in der Gumpendorfer Straße in Wien

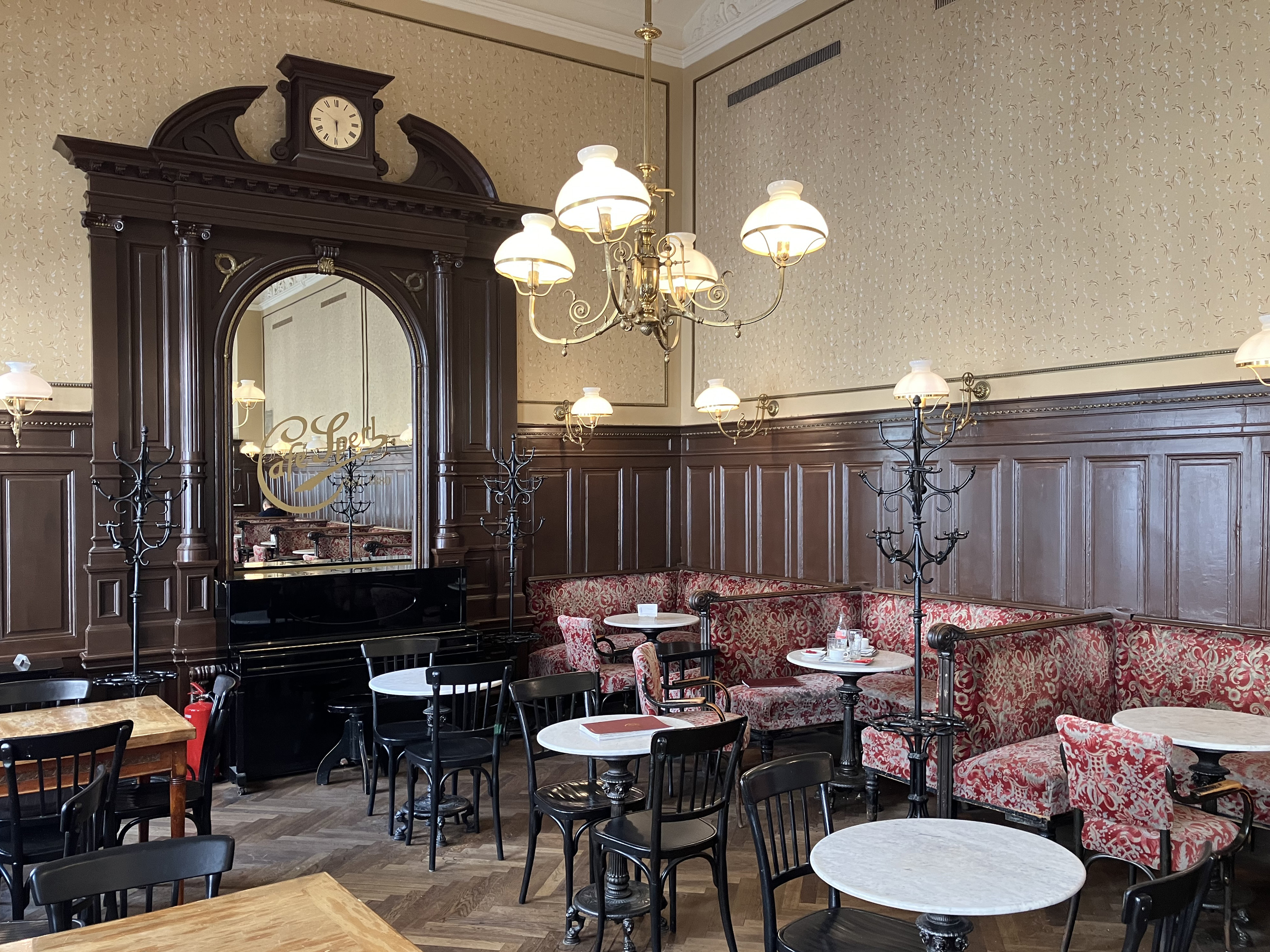
Innenansicht 2023

Das Café Sperl ist ein traditionsreiches, denkmalgeschütztes Wiener Kaffeehaus Ecke Gumpendorfer Straße und Lehargasse im 6. Wiener Gemeindebezirk Mariahilf.
1880 eröffnete Jacob Ronacher, Bruder von Anton Ronacher (dem Gründer des bekannten Etablissement Ronacher), ein Kaffeehaus unter dem Namen Café Ronacher im Eckgebäude Gumpendorfer Straße / Lehargasse. Die Ausgestaltung des Lokals im Stile eines Ringstraßen-Cafés mit Parkettboden, Stühlen von Thonet, Marmortischen, Kristallluster und Caramboltischen wurde von den Architekten Wilhelm Jelinek und Anton Groß ausgeführt.
Ende 1885 gab Ronacher jedoch das Geschäft auf und verkaufte es an die Familien Sperl und Pick, die es unter dem Namen Café Sperl weiterführten.
Zu den Stammgästen des Sperl zählten in der Zeit vor dem Ersten Weltkrieg eine kuriose Mischung aus Künstlern – Schriftstellern, Malern, Architekten, Komponisten, Musikern, Schauspielern – und Militärs der nahen k.u.k. Kriegsschule, zu letzteren zählten beispielsweise der spätere Chef des Generalstabs der österreichisch-ungarischen Armee Franz Conrad von Hötzendorf und Erzherzog Josef Ferdinand.
Von 1895 bis 1942 unterhielt der Künstlerbund Hagengesellschaft (aus dem 1900 der Hagenbund hervorgeht) hier seinen Stammtisch. Ebenfalls 1895 fand sich im Sperl der Siebenerclub, dem Josef Hoffmann, Leo Kleinradl, Adolf Karpellus, Maximilian Kurzweil, Koloman Moser, Joseph Maria Olbrich und Friedrich Pilz angehören, die später zusammen mit weiteren Künstlern die Wiener Secession ins Leben riefen. Darüber hinaus zählten in jener Zeit Joseph Lewinsky, Alexander Girardi, Edmund Eysler, Richard Heuberger, Karl Millöcker und Franz Lehár zu den Stammgästen des Sperl.
Um 1916 übernahm Adolf Kratochwilla das Café, das fortan als „A. Kratochwilla (vorm. Café Sperl)“ firmierte. Adolf Kratochwilla starb am 21. April 1938. Ende 1939 ging das Café an den Cafétier Adolf Maria Kratochwilla über.
Nach dem Zweiten Weltkrieg nahm das Café seinen Betrieb wieder auf. 1968 übernahm Manfred Staub das Lokal von der Familie Kratochwilla und ließ es 1983 unter Erhaltung des denkmalgeschützten Ensembles renovieren. In den Folgejahren erlangte das Sperl verschiedene Auszeichnungen, so wurde es 1998 zum Österreichischen Kaffeehaus des Jahres ernannt und erhielt 2004 die Goldene Kaffeebohne. Zu den Stammgästen der jüngeren Vergangenheit zählten die Schriftsteller Jörg Mauthe, Robert Menasse und Michael Köhlmeier. Auch Friederike Mayröcker war Stammgast im Café Sperl.
Das Café Sperl diente mehrfach als Drehort, so für den Fernsehfilm Lauras Wunschzettel.